# Buzancy (Ardennes)
Buzancy ist eine französische Gemeinde mit 381 Einwohnern (Stand 1. Januar 2022) im Département Ardennes in der Region Grand Est. Sie gehört zum Arrondissement Vouziers und zum Kanton Vouziers.

## Geographie
Die Gemeinde liegt rund 35 Kilometer südlich von Sedan. Nachbargemeinden sind Bar-lès-Buzancy im Norden, Fossé im Nordosten, Nouart und Tailly im Osten, Bayonville im Südosten, Imécourt im Süden, Verpel im Südwesten und Thénorgues im Westen.

## Bevölkerungsentwicklung
| Jahr      | 1968 | 1975 | 1982 | 1990 | 1999 | 2006 | 2016 |
| Einwohner | 450  | 451  | 470  | 446  | 411  | 368  | 337  |

## Sehenswürdigkeiten
- Kirche Saint Germain aus dem 13. Jahrhundert, Monument historique[1]
- Stallungen des Schlosses aus dem 18. Jahrhundert, Monument historique[2]

## Gemeindepartnerschaft
- mit der früher selbstständigen Gemeinde Ellenbach, jetzt Ortsbezirk von Fürth (Odenwald), Deutschland